# Roanoke Rail Yard Dawgs
Roanoke Rail Yard Dawgs je profesionální americký klub ledního hokeje, který sídlí v Roanoke ve Virginii. Založen byl v roce 2016. Do profesionální SPHL vstoupil v ročníku 2009/10. Své domácí zápasy odehrává v hale Berglund Center s kapacitou 8 672 diváků. Klubové barvy jsou královská modř, zlatá a červená.

## Přehled ligové účasti
Zdroj: 
- 2016– : Southern Professional Hockey League